# Santo Antônio de Sá
Santo Antônio de Sá foi uma vila localizada no atual estado do Rio de Janeiro. Fundada em fevereiro de 1647 como freguesia de Santo Antônio de Caceribu,  Santo Antônio de Sá existiu até 29 de setembro de 1877, quando o que restou da antiga vila, após esta ser fragmentada para a criação de diferentes vilas, mudou de nome para Sant'Anna de Macacu, dando posteriormente origem ao município de Cachoeiras de Macacu.
Dentre os municípios criados através da divisão da antiga vila de Santo Antônio de Sá, encontram-se também Itaboraí, Maricá, Rio Bonito, Tanguá e Guapimirim, além do atual distrito de Itambi.

## História
A primeira tentativa dos portugueses de ocupar a região próxima ao rio Macacu ocorreu em 29 de Outubro de 1567, quando Mem de Sá concedeu uma sesmaria ao escrivão da Fazenda d'el-Rei Miguel de Moura, com o rio atravessando a sesmaria. Partes das terras cedidas a Miguel já haviam sido cedidas um mês antes a Baltasar Fernandes, porém este faleceu em combate com os indígenas. Miguel repassou as terras para a Companhia de Jesus em 18 de Outubro de 1571, que fundou a Fazenda de Macacu em 1573. Após litígio pela posse das terras, os descendentes de Baltasar se tornariam arrendatários dos jesuítas.
Em 1579, foi criada em um local denominado Cabaçu a aldeia de São Barnabé, para abrigar indígenas provenientes da aldeia de São Lourenço, criada por Arariboia. A Fazenda de Macacu serviu de apoio para o aldeamento, que se transferiu para mais próximo da fazenda em 1584. Parte da fazenda foi vendida a Manoel Fernandes do Zouro, que em 1612 ergueu no local uma capela dedicada a Santo Antônio. A capela foi elevada a curato em 1628, e em fevereiro de 1647 a freguesia, com o nome de Santo Antônio de Caceribu.
Com o crescimento da população, o governador Artur de Sá Meneses criou em 5 de agosto de 1697 uma vila no local em que se encontrava a freguesia de Santo Antônio de Caceribu, alterando o nome para Santo Antônio de Sá. No momento da sua criação, foi ordenado pelo governador que todas as povoações ao longo do rio Macacu pertenceriam a partir daquele momento a vila. A população da vila cresceu bastante no século 18, e com isso, foram criadas diferentes freguesias ligadas a Santo Antonio de Sá, o que causou uma fragmentação da vila em diferentes municípios. Em 1772, a Aldeia de São Barnabé é elevada a vila sob o nome de Vila Nova de São José del-Rei, esta incorporando também a Freguesia de Nossa Senhora do Desterro do Tambi.
Entre 1829 e 1833, uma epidemia de malária atingiu a região, que por ser bastante próxima ao rio Macacu, ficou conhecida como "Febres do Macacu". A epidemia fez com que a Freguesia de São João de Itaboraí, a principal e mais populosa de Santo Antônio de Sá, fosse elevada a vila em 15 de janeiro de 1833. A população caiu de forma acentuada, e com isso, em 1834, a vila de Santo Antonio de Sá foi dividida em três freguesias, a sede da vila, São José da Boa Morte, com sede na Igreja de São José da Boa Morte, e Santíssima Trindade, com sede na Igreja Matriz da Santíssima Trindade.
Com uma população já bastante reduzida pela epidemia e pelas diferentes mudanças administrativas, Santo Antônio de Sá é incorporada a Itaboraí em 1875, e muda de nome em 29 de setembro de 1877, oficializando a extinção do local.